# ファイナル・レジェンド 呪われたソロモン
『ファイナル・レジェンド 呪われたソロモン』（原題：The Order）は、2001年制作のアメリカ合衆国のアクション映画。
ジャン＝クロード・ヴァン・ダム主演（兼脚本）。シェルドン・レティック監督とは『ライオンハート』、『ダブル・インパクト』、『レジョネア 戦場の狼たち』に次いで4回目のタッグ。

## あらすじ
ルーディ・カフメイヤーは表向きは美術商だが、実は腕ききの美術品泥棒でもある。
ある日、考古学者の父が十字軍の精神を受け継ぐイスラエルの教団「オーダー」の聖典を発見するが、その直後行方不明になってしまう。
イスラエルに飛んだルーディを父の同僚であるフィンリー教授が迎えるが、フィンリーは何者かに殺されてしまう。ルーディは、父の行方と「オーダー」の謎を解き明かすべく1人奔走、そして、「オーダー」の狂信的一派が企てる、世界を揺るがす恐るべき陰謀を知る。

## キャスト
| 役名                   | 俳優                           | 日本語吹替 |
| ---------------------- | ------------------------------ | ---------- |
| ルーディ・カフメイヤー | ジャン＝クロード・ヴァン・ダム | 山野井仁   |
| フィンリー教授         | チャールトン・ヘストン         | 納谷悟朗   |
| ダリア・バール         | ソフィア・ミロス               | 朴璐美     |
| ベン・ネール           | ベン・クロス                   | 楠大典     |
| サイラス               | ブライアン・トンプソン         | 西凛太朗   |
| オスカー・カフメイヤー | ヴァーノン・ドブチェフ         |            |
| ユーリー               | サッソン・ガーベイ             |            |

その他、津田英三、岩崎ひろし、多田野曜平、手塚秀彰、滝知史、清水敏孝、沢谷有梨、飯島肇、田中結子